# Ranieri Gonzalez
Ranieri Gonzalez (Maringá, 2 de maio de 1971) é um ator brasileiro. Formado pelo Curso de Ator do Colégio Estadual do Paraná, em Curitiba.

## Filmografia

### Televisão
| Ano  | Título                    | Personagem             | Nota                                  |
| ---- | ------------------------- | ---------------------- | ------------------------------------- |
| 2021 | Passaporte para Liberdade | Adolf Hitler           |                                       |
| 2017 | Filhos da Pátria          | Neiva                  |                                       |
| 2015 | A Regra do Jogo           | Paulo                  |                                       |
| 2010 | Malhação                  | Geraldo Lopes          |                                       |
| 2009 | Acampamento de Férias     | Domingos               | Temporada 1                           |
| 2008 | Casos e Acasos            | Lúcio                  | Episódio: "A Foto, a Troca e o Furto" |
| 2006 | JK                        | José Maria Alkmin      |                                       |
| 2004 | Um Só Coração             | Menotti del Picchia    |                                       |
| 2002 | Esperança                 | Maurício Moreira Alves |                                       |
| 1999 | Força de Um Desejo        | Reinaldo               |                                       |

### Cinema
| Ano  | Título            | Personagem |
| ---- | ----------------- | ---------- |
| 2024 | Uma Família Feliz | Carlos     |
| 2018 | Os Herdeiros      | Pai        |
| 2004 | Olga              | Miranda    |
| 1998 | Barbabel          |            |

## No teatro
- Navalha na Carne  (2019)
- Esta Criança (2013)
- Isso te interessa? (2012)
- Vida (2010)
- O Noviço (2008)
- Os Psicólogos Não Choram (2008)
- Era uma vez um morto (2007)
- Suíte 1(2005)
- Vermelho, Sangue, Amarelo Surdo (2003)
- 100 Anos - O Musical (2001)
- Não só as balas matam (2001)
- Não só as balas matam (2001)
- Lágrimas puras em olhos pornográficos (2001)
- Anti-Nelson Rodrigues (2001)
- As loucas e os lazarentos (2001)
- A casa do terror Parte III (2000)
- A bruxinha que era boa (2000)
- Pequenos assassinatos (2000)
- Juventude (1998)
- Era uma vez um morto (1998)
- Quem matou Ágatha Cristie (1998)
- A dupla dinâmica (1998)
- Morte e vida Severina (1997)
- Frankestein (1997)
- Aurora da minha vida (1997)
- O quebra nozes (1996)
- Um conto de Natal (1996)
- A casa do terror 1 (1996)
- Lulu - Uma dupla tragédia (1996)
- Psicose - A comédia (1996)
- História de cronópios e de famas (1995)
- Emily no ventilador (1995)
- Trecentina 2 (1995)
- Romeu e Julieta para crianças (1994)
- No mundo da dança (1994)
- La Boheme (1994)
- Trecentina 1 (1994)
- Speedy eu te amo (1994)
- Gnomos - Uma aventura encantada (1994)
- A ópera dos três vinténs (1994)
- Carmem (1993)
- Chi… e agora pra voltar? (1993)
- Vamos transar (1993)
- Hamlet (1992)
- O cavalinho azul (1992)
- Sonho de uma noite de verão (1991)
- A arca de Noé (1991)
- Como revisar um marido Oscar (1990)
- Batimpaz (1988)
- A cegonha boa de bico (1988)
- Viva o leão Gaspar (1987)
- Pinha pinhão pinheiro (1987)

## Ligações Externas
- Ranieri Gonzalez. no IMDb.